# 渥美半島

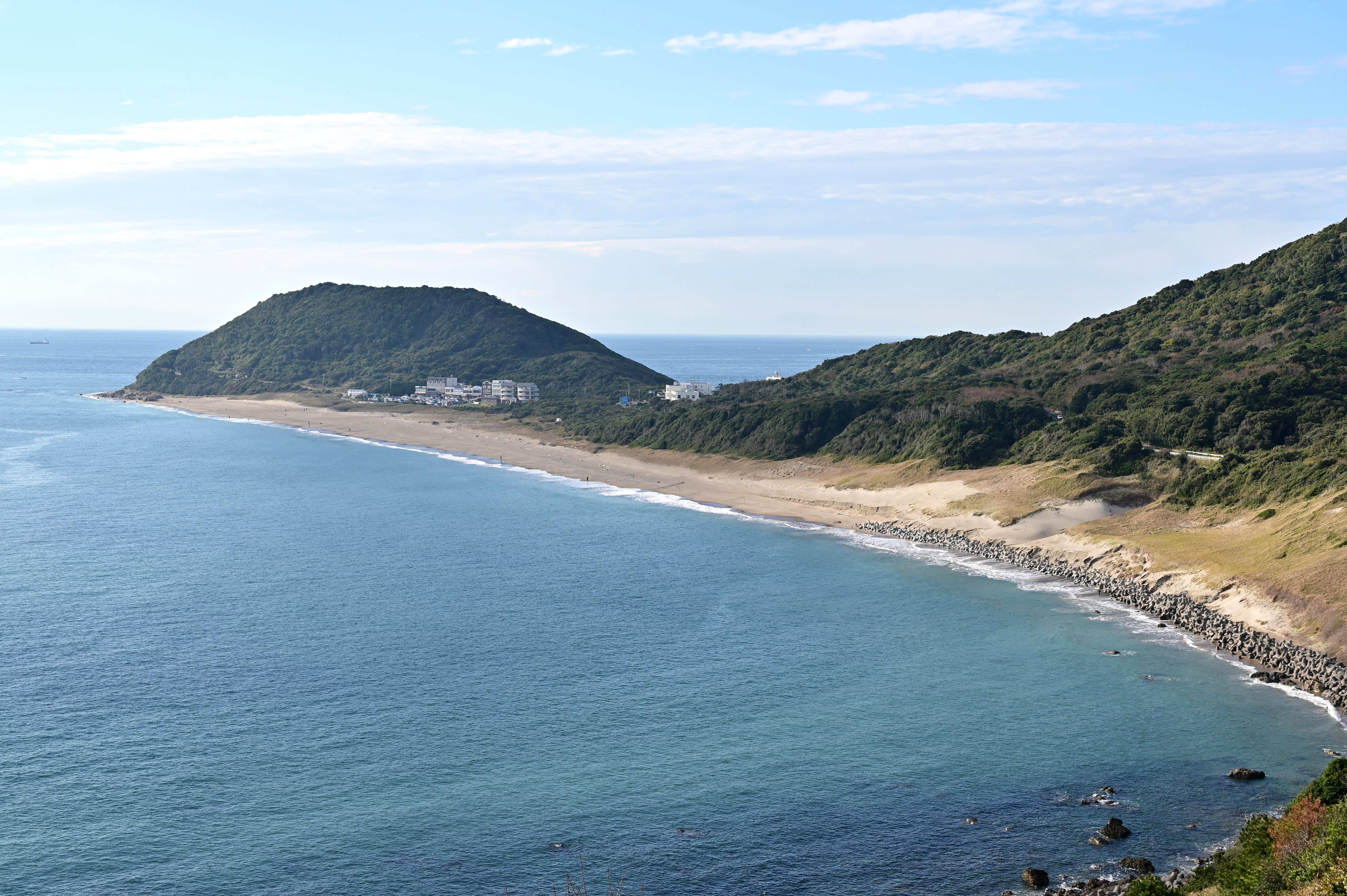
伊良湖岬

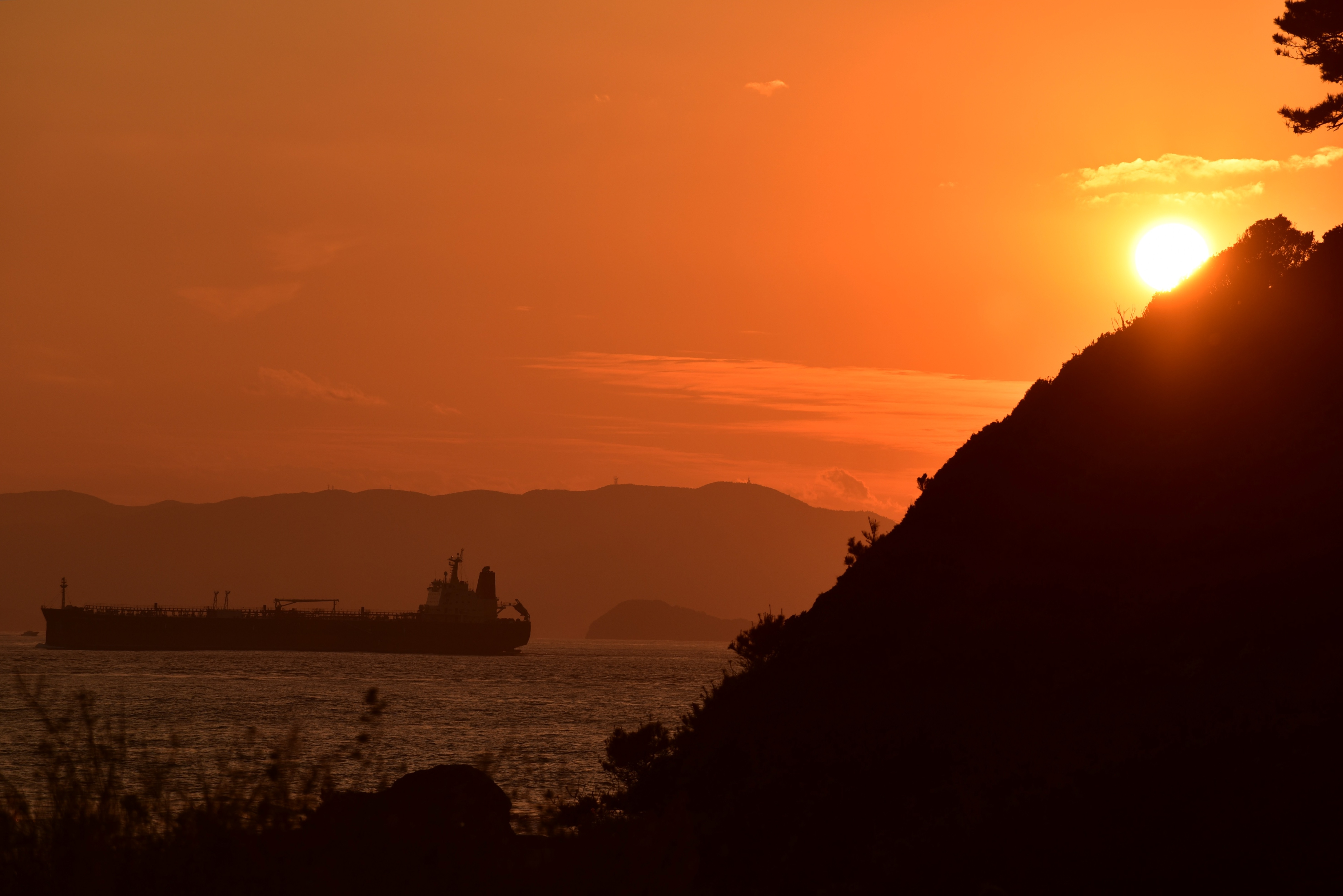
伊良湖岬

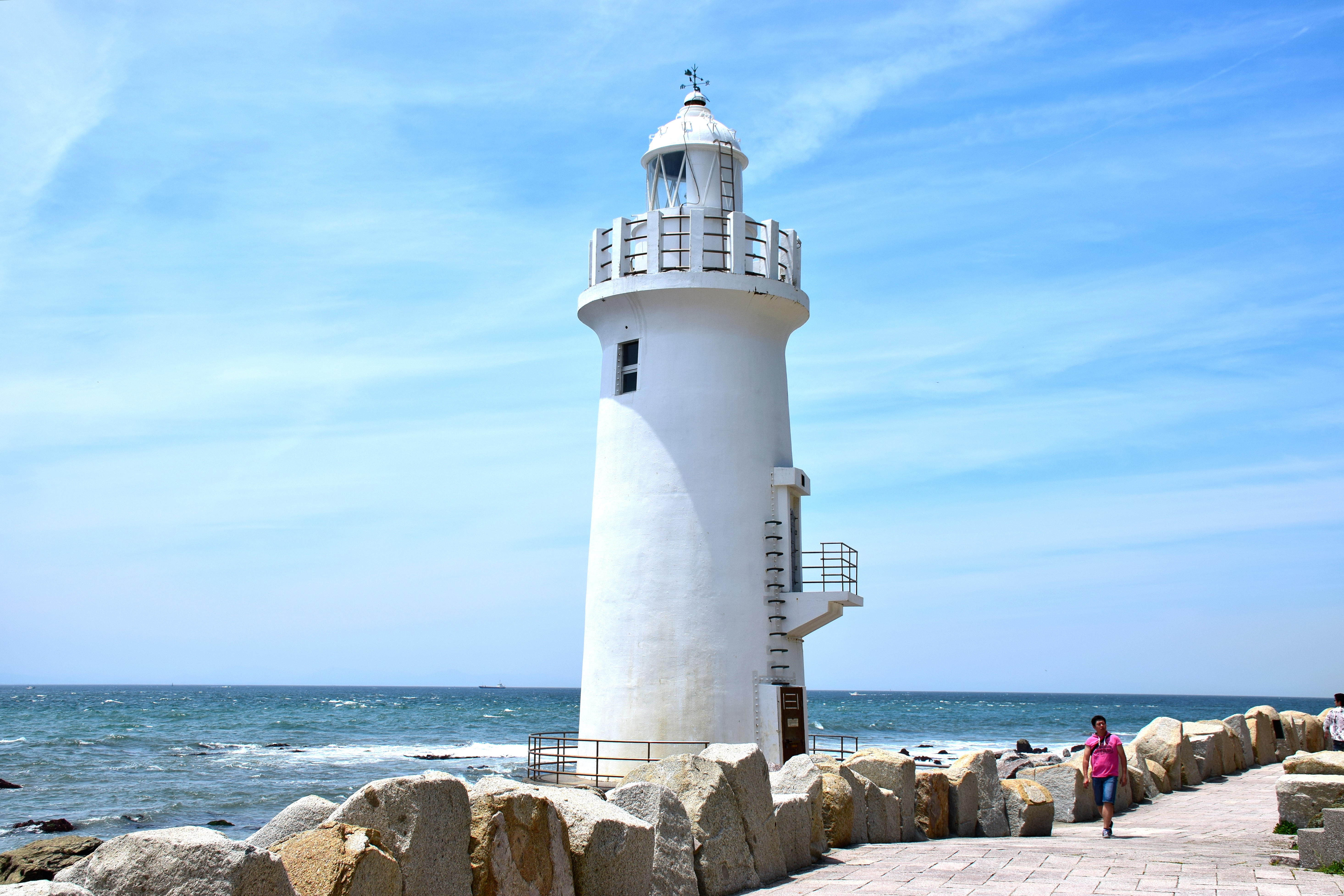
伊良湖岬灯台

渥美半島（日语：／ Atsumi hantō */?）為日本愛知縣一全長約50公里、寬5-8公里的細長半島。是日本太平洋海岸少數的幾個東西方向的半島。
34°40′N 137°16′E / 34.667°N 137.267°E